# Better Days (Film)
Better Days (Originaltitel: chinesisch 少年的你, Pinyin Shàonián de nǐ, Jyutping Siu3nin4 dik1 nei5 – „Dein jugendliches Ich; Dein Ich im jungen Alter“) ist ein chinesischer Jugendfilm von Derek Tsang aus dem Jahr 2019. Die Hauptrollen spielen Zhou Dongyu und Jackson Yee. Es handelt sich um eine Verfilmung des Romans Shǎonián dí nǐ, rú cǐ měilì von Jiu Yuexi. Der Film handelt von einem in der Schule gemobbten Mädchen und einem jungen Kriminellen.
Der Film ist eine Koproduktion zwischen Hongkong und China. Der Film gewann im asiatischen Raum mehrere Filmpreise und wurde 2021 für den Oscar in der Kategorie Bester internationaler Film nominiert.

## Handlung
Chen Nian bereitet sich auf das Universitätseintrittsexamen Gaokao vor. Sie träumt davon, in Beijing zu studieren und die Welt zu verbessern. Eines Tages begeht ihre Mitschülerin Hu Xiaodie in der Schule Selbstmord. Kurz zuvor hat sie Chen Nian gestanden, dass sie das tägliche Mobbing nicht mehr ertrage. Um die Leiche versammeln sich die ganzen schaulustigen Schüler und machen Fotos, Videos und sprechen im Chat darüber. Chen Nian geht in Tränen auf die Leiche zu und deckt sie mit ihrer Jacke zu. Dies führt dazu, dass sie bei den Ermittlungen der Polizei befragt wird. Sie sagt, sie habe die Jacke über sie gelegt, weil Xiaodie nicht gewollt hätte, dass man sie so sieht. Ansonsten habe sie aber nichts über sie gewusst.
Als sie zurück in den Klassenraum kommt, ist ihr Stuhl mit einer roten Flüssigkeit bedeckt. Eine Rückblende zeigt, wie Chen Nian mitbekam, dass Xiaodie mit der gleichen Methode gemobbt wurde. Im Gegensatz zu Xiaodie nimmt Chen Nian allerdings nicht Platz, nachdem der Lehrer sie begrüßt hat. Der Lehrer bemerkt dadurch das ganze und sagt, die Schüler sollten sich auf den Lernen konzentrieren und sich nicht mobben. Kurz darauf wird Chen Nian allerdings von der Schülerin Wei Lai regelmäßig gemobbt. Diese möchte wissen, was sie der Polizei gesagt hat und sicherstellen, dass sie nichts von dem Mobbing gegen Xiaodie sagt.
Eines Abends sieht Xiaodie, wie ein Junge von drei anderen zusammengeschlagen wird. Sie ruft daraufhin die Polizei, was die Schläger allerdings mitbekommen und sie ergreifen. Sie werfen sie zu Boden und fragen, warum sie die Polizei rief. Sie treten weiterhin auf den Jungen ein und verlangen von ihr, ihn zu küssen. Erst danach kann er sich befreien und die drei Schläger vertreiben. Dieser gibt ihr das Geld zurück, was die Schläger ihr gestohlen haben und kümmert sich außerdem um die Reparatur ihres Handys.
Chen Nian lebt überwiegend alleine. Ihre Mutter hat haufenweise Schulden und ist häufig auf der Flucht. Gleichzeitig ist sie eine Musterschülerin und schreibt stets die besten Noten. Xiao Bei hingegen hat die Schule abgebrochen und betrachtet sie als sinnlos. Er bietet Chen Nian an, sie zu beschützen, was sie zunächst ablehnt.
Wei Lai postet im Chatraum der Klasse ein Foto von der Gesucht-Meldung nach Chen Nians Mutter, wodurch sie zum Gespött wird. Außerdem stößt Wei Lai sie die Treppe herunter. Chen Nian hält das Mobbing nicht mehr aus und erzählt alles der Polizei. Das Mobbing gegen sie und Xiaodie. Wei Lai und ihre beiden Freundinnen werden daraufhin der Schule verwiesen. Doch Wei Lai lässt nicht ab und sucht Chen Nian zu Hause auf, wo sie ihr mit dem Messer droht. Chen Nian kann geradeso entkommen. Daraufhin geht sie auf das Angebot von Xiao Bei ein, sich beschützen zu lassen. Sie könne ihn allerdings nicht bezahlen. Er ist einverstanden. Im Gegenzug will er einfach, dass sie ihm gemeinsame Zeit schulde. Er sagt aber nichts genaueres. Es könne ein Kinobesuch sein, aber vielleicht auch etwas anderes…
Zwischen Bei und Chen Nian entwickelt sich eine enge Beziehung. Doch eines Abends spielt Bei in einer Spielhalle Computerspiele. Diese wird bei einer Razzia der Polizei hochgenommen. Eine Schülerin hat gemeldet, vergewaltigt worden zu sein, und der Vergewaltiger soll sich unter ihnen befinden. So werden alle Anwesenden aufs Revier gebracht, befragt, und der Vergewaltigten vorgeführt. Genau an diesem Abend wird Chen Nian von Wei Lai in eine Falle gelockt. Sie wird geschlagen, ihre Haare werden ihr abgeschnitten und sie wird entblößt und Fotos von ihr gemacht.
Bei ist erzürnt, als er Chen Nian so bei sich zu Hause sieht. Er will sich rächen, doch Chen Nian hält ihn ab. Doch Wei Lai sucht sie erneut auf. Sie entschuldigt sich und bittet sie, nichts der Polizei zu sagen. Sie würde alles tun. Die Überwachungskameras haben alles aufgezeichnet und auch Anwohner haben den Vorfall gesehen. Wei Lai hat deshalb große Angst. Doch Chen Nian geht zunächst nicht auf sie ein, weshalb Wei Lai versucht weiter auf sie einzureden und ihre menschenverachtenden Gedanken zum Vorschein kommen. Chen Nian stößt sie von sich weg, worauf sie die Treppe runterstürzt und stirbt.
Bei heckt einen Plan aus, wie er die Schuld auf sich nehmen kann. Er möchte, dass Chen Nian in Beijing studieren kann. So müsse nur er ins Gefängnis. Bei vergräbt die Leiche und Chen Nian nimmt am Gaokao teil. Doch durch ein starkes Unwetter wird die Leiche aufgetrieben. Chen Nian ist sofort die Hauptverdächtige, aber auch Bei kommt in Frage. Bei lässt es so aussehen, als sei es ein Vergewaltigungsfall. Allerdings deuten die Indizien stärker auf Chen Nian. Der Kommissar Zheng Yi ist überzeugt, dass Chen Nian und Bei sich kennen. Er führt beide im Verhörraum zueinander, doch sie streiten alles ab. Bei wird verurteilt und Chen Nian erzielt eine herausragende Punktzahl beim Gaokao.
Der Kommissar gratuliert ihr und erzählt dabei, dass Bei zum Tode verurteilt wurde. Er hatte gelogen, als er sagte, er sei noch minderjährig. Dies trifft Chen Nian zutiefst und sie lässt ihre Wut am Polizisten aus und gesteht ihm die Wahrheit. Sie wird daraufhin zu vier Jahren Haft verurteilt.
Am Filmende ist zu lesen, dass der Fall für große Aufmerksamkeit sorgte und zahlreiche Maßnahmen gegen Schulmobbing ergriffen wurden.

## Produktion und Veröffentlichung
Die Dreharbeiten fanden von Juli bis September 2018 statt. Der überwiegenden Teil des Films wurde in Chongqing gedreht. Ursprüngliche sollte der Film seine Weltpremiere auf der Berlinale 2019 feiern. Allerdings wurde der Film mit der Begründung von Schwierigkeiten bei der Postproduktion zurückgezogen. Die Medien berichteten allerdings von Zensur auf Seiten der Chinas. Im Juni 2019 sollte der Film in den chinesischen Kinos anlaufen, wurde allerdings erneut zurückgezogen. Schließlich wurde der Film doch freigegeben, ohne weitere Begründung, und konnte am 25. Oktober 2019 in China anlaufen. Der Film war sehr erfolgreich und spielte weltweit 227 Millionen US-Dollar ein.

## Rezeption
Better Days erhielt positive Kritiken. Auf Rotten Tomatoes hält der Film einen Aggregatwert von 100 % Zuspruch von insgesamt elf professionellen Kritikern. Der Zuschauerzuspruch liegt bei 97 %. Edmund Lee gab dem Film 4,5 von 5 Sternen und bezeichnete ihn als einen der besten Filme des Jahres. Der Film habe das Pech gehabt, dass Chinas Zensur gerade im Jahr des 70-jährigen Jubiläums der Staatsgründung besonders vorsichtig waren und der Film von der Berlinale zurückgezogen wurde. Außerdem boykottierte China den Golden Horse Award. So konnte der Film nicht auf den internationalen Filmfestspielen laufen, die er verdient hätte. Dennoch stellte sich der Film letztlich als großer Erfolg heraus.

## Auszeichnungen
AACTA Awards 2020
- Auszeichnung als Bester asiatischer Film[10]

Asian Film Award 2020
- Auszeichnung in der Kategorie Beste Darstellerin für Zhou Dongyu
- Auszeichnung in der Kategorie Bester Neuer Darsteller für Jackson Yee

Far East Film Festival 2020
- Goldene Maulbeere für den Besten Film
- Schwarze Maulbeere für den Besten Film

Hong Kong Film Critics Society Awards 2020
- Preis: Empfohlener Film
- Auszeichnung in der Kategorie Beste Regie für Derek Tsang

Hong Kong Film Awards 2020
- Auszeichnung in der Kategorie Bester Film
- Auszeichnung in der Kategorie Beste Regie für Derek Tsang
- Auszeichnung in der Kategorie Bestes Drehbuch für Lam Wing Sum, Li Yuan & Xu Yimeng
- Auszeichnung in der Kategorie Bester Neuer Darsteller für Jackson Yee
- Auszeichnung in der Kategorie Beste Darstellerin für Zhou Dongyu
- Auszeichnung in der Kategorie Beste Kameraführung für Yu Jing-Pin
- Auszeichnung in der Kategorie Bestes Make-Up für Dora Ng
- Auszeichnung in der Kategorie Bestes Filmlied für Fly von Ellen Joyce Loo, Wu Tsing-fong und Yoyo Sham

International Film Festival & Awards Macao 2019
- Auszeichnung in der Kategorie Beste Darstellerin für Zhou Dongyu

Oscarverleihung 2021
- Nominierung als Bester internationaler Film

Better Days gelangte außerdem in die Vorauswahl für die Golden Globe Awards 2021 (Bester fremdsprachiger Film).